# Episodi di Star (terza stagione)
La terza stagione della serie televisiva Star va in onda sulla rete televisiva statunitense Fox dal 26 settembre 2018.
In Italia, la stagione è disponibile dal 1º giugno 2022 su Disney+.
| n° | Titolo originale          | Titolo italiano | Prima TV USA      | Prima TV Italia |
| -- | ------------------------- | --------------- | ----------------- | --------------- |
| 1  | Secrets & Lies            |                 | 26 settembre 2018 | 1º giugno 2022  |
| 2  | Who's the Daddy           |                 | 3 ottobre 2018    | 1º giugno 2022  |
| 3  | A Family Affair           |                 | 10 ottobre 2018   | 1º giugno 2022  |
| 4  | All Falls Down            |                 | 17 ottobre 2018   | 1º giugno 2022  |
| 5  | Someday We'll All Be Free |                 | 31 ottobre 2018   | 1º giugno 2022  |
| 6  | Ante Up                   |                 | 7 novembre 2018   | 1º giugno 2022  |
| 7  | Karma                     |                 | 14 novembre 2018  | 1º giugno 2022  |
| 8  | Roots and Wings           |                 | 28 novembre 2018  | 1º giugno 2022  |
| 9  | Zion                      |                 | 5 dicembre 2018   | 1º giugno 2022  |
| 10 | When Stars Fall           |                 | 13 marzo 2019     | 1º giugno 2022  |
| 11 | Watch the Throne          |                 | 20 marzo 2019     | 1º giugno 2022  |
| 12 | Toxic                     |                 | 27 marzo 2019     | 1º giugno 2022  |
| 13 | The Reckoning             |                 | 3 aprile 2019     | 1º giugno 2022  |
| 14 | Amazing Grace             |                 | 10 aprile 2019    | 1º giugno 2022  |
| 15 | Lean on Me                |                 | 17 aprile 2019    | 1º giugno 2022  |
| 16 | Square One                |                 | 24 aprile 2019    | 1º giugno 2022  |
| 17 | Proud Mary Keep On        |                 | 1º maggio 2019    | 1º giugno 2022  |
| 18 | When the Levee Breaks     |                 | 8 maggio 2019     | 1º giugno 2022  |